# Ferenc Erkel
Ferenc Erkel, (på tyska kallad Franz Erkel, ungersk namnordning Erkel Ferenc) född 7 november 1810 i Gyula, Ungern, död 15 juni 1893 i Budapest, var en ungersk operatonsättare.
Erkel blev 1837 kapellmästare vid nationalteatern i Pest. Han komponerade bland annat operorna Mária Bátori (1840), Hunyadi László (1844), Bánk bán (1861), Sarolta (1862), Dózsa György (1867), Brankovics György (1874), Névtelen hősök (1880) och István király (1886), samt den ungerska nationalsången 1844. Erkel skapade den ungerska operan och ivrade även på annat sätt för den nationella och musikkulturella rörelsen i sitt hemland.